# Liste de moteurs d'avions

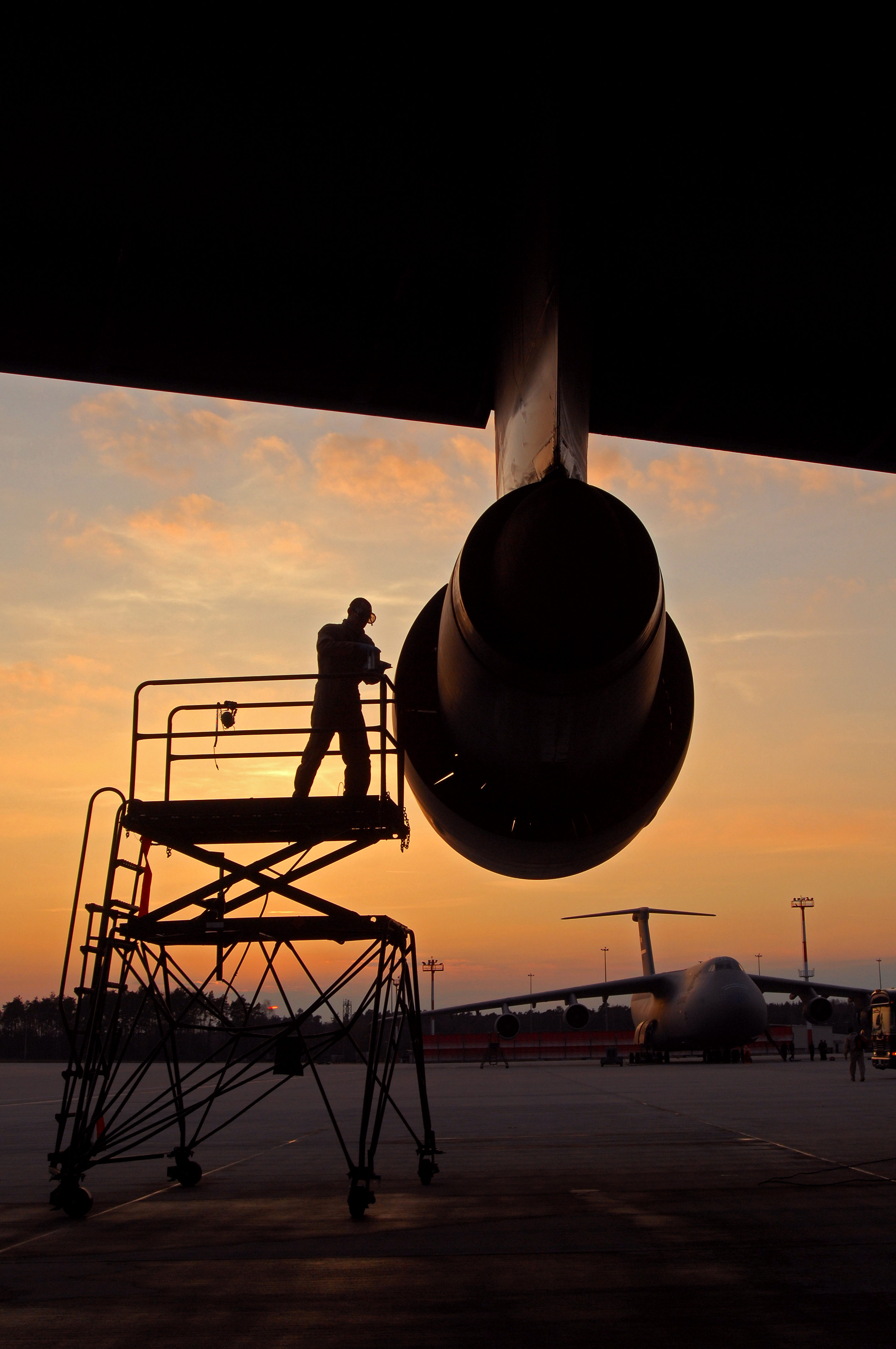
Maintenance sur l'un des turbofans General Electric TF39 d'un Lockheed C-5 Galaxy.

Cet article est une liste de moteurs d'avions par type et constructeur. Voir aussi la Catégorie:Propulsion des aéronefs.

## Moteurs à pistons
Moteurs deux temps, à quatre temps, en H, en ligne, en étoile, rotatif, en U, en V, en W et moteur en X.

### A à E
ABC Motors
- ABC 8 hp (en)
- ABC 30 hp
- ABC 60 hp
- ABC 100 hp
- ABC Dragonfly (en)
- ABC Gadfly
- ABC Gnat (en)
- ABC Hornet (en)
- ABC Mosquito (en)
- ABC Scorpion (en)
- ABC Wasp

ADC Aircraft
- ADC Airdisco (en)
- ADC Cirrus
- ADC Nimbus (en)
- ADC Airsix (en)

Aeronca
- Aeronca E-107 (en)
- Aeronca E-113 (en)

Aerosport (en)-Rockwell
- Aerosport-Rockwell LB600 (en)

Agusta
- Agusta GA.70 (en)
- Agusta GA.140 (en)

Alfa Romeo
- Alfa Romeo D2
- Alfa Romeo 110
- Alfa Romeo 115
- Alfa Romeo 121
- Alfa Romeo 125
- Alfa Romeo 125 RC.35
- Alfa Romeo 126
- Alfa Romeo 126 RC.10
- Alfa Romeo 126 RC.34
- Alfa Romeo 128
- Alfa Romeo 135
- Alfa Romeo Lynx
- Alfa Romeo Mercurius
- Alfa Romeo RA.1000 : Daimler-Benz DB 601 (en) construit sous licence
- Alfa Romeo RA-1050 : Daimler-Benz DB 605 construit sous licence

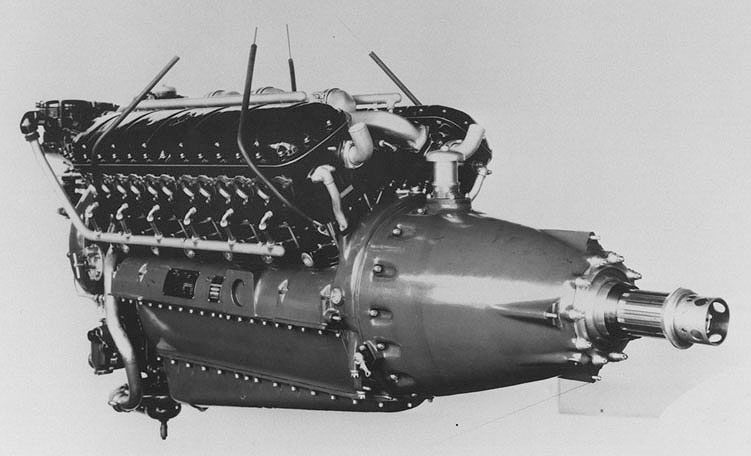
Allison V-1710

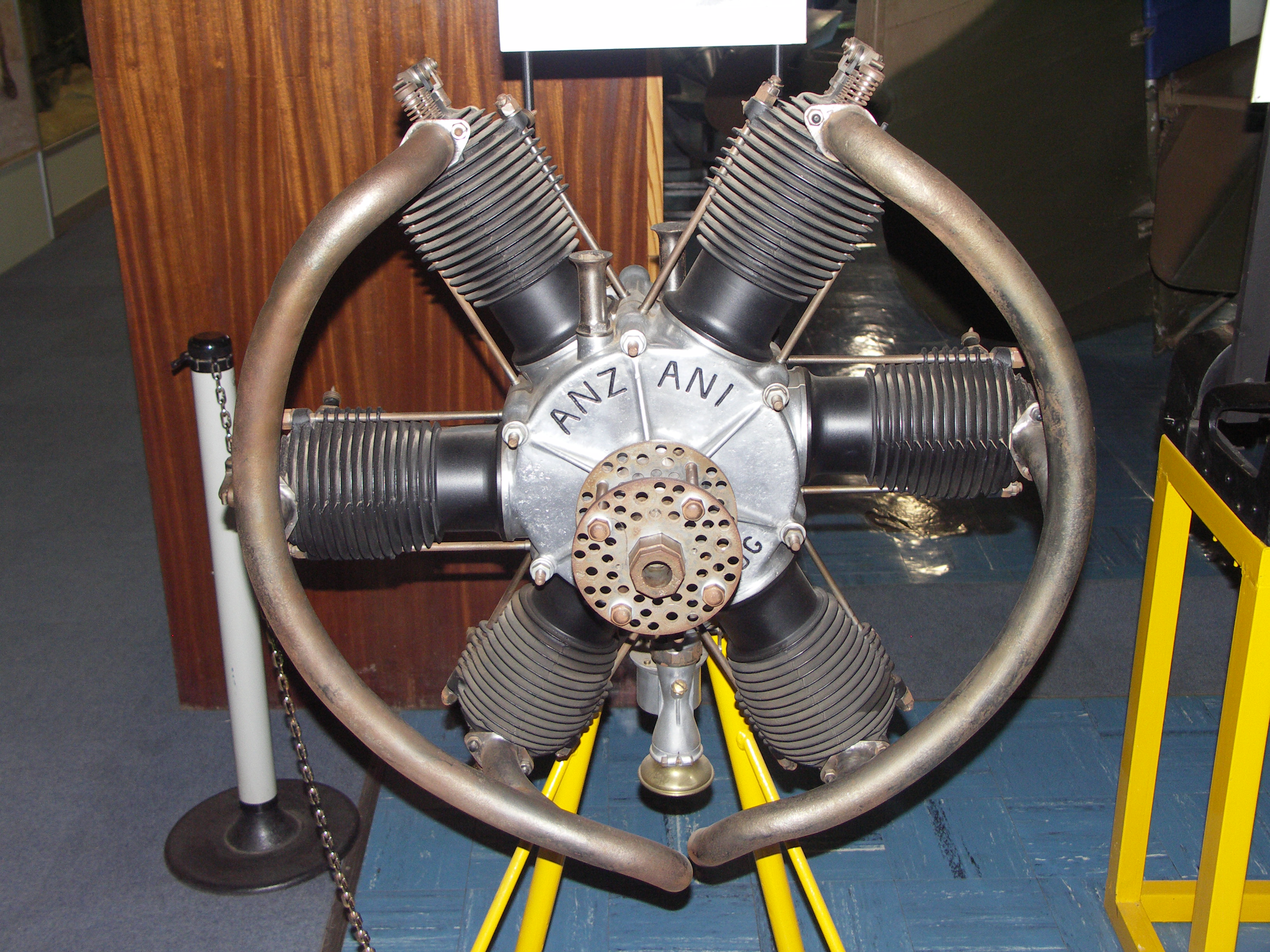
Anzani 6

Allison
- Allison VG-1410
- Allison V-1710
- Allison V-3420
- Allison X-4520

Alvis Cars
- Alvis Alcides (en)
- Alvis Alcides Major (en)
- Alvis Leonides
- Alvis Leonides Major
- Alvis Maeonides Major (en)
- Alvis Pelides (en)
- Alvis Pelides Major (en)

Ansaldo
Antoinette
- Antoinette 8V

Anzani
- Anzani 3 Fan (en) moteur 3 cylindres en W
- Anzani 3 Y moteur 3cylindres en 'Y'
- Anzani 6 (en) moteur 6 cylindres en double étoile
- Anzani 10 (en) moteur 10 cylindres en double-étoile

Argus
- Argus As III
- Argus As 8 (en)
- Argus As 10
- Argus As 410
- Argus As 411

Armstrong Siddeley
- Armstrong Siddeley Cheetah
- Armstrong Siddeley Civet (en)
- Armstrong Siddeley Cougar (en)
- Armstrong Siddeley Deerhound (en)

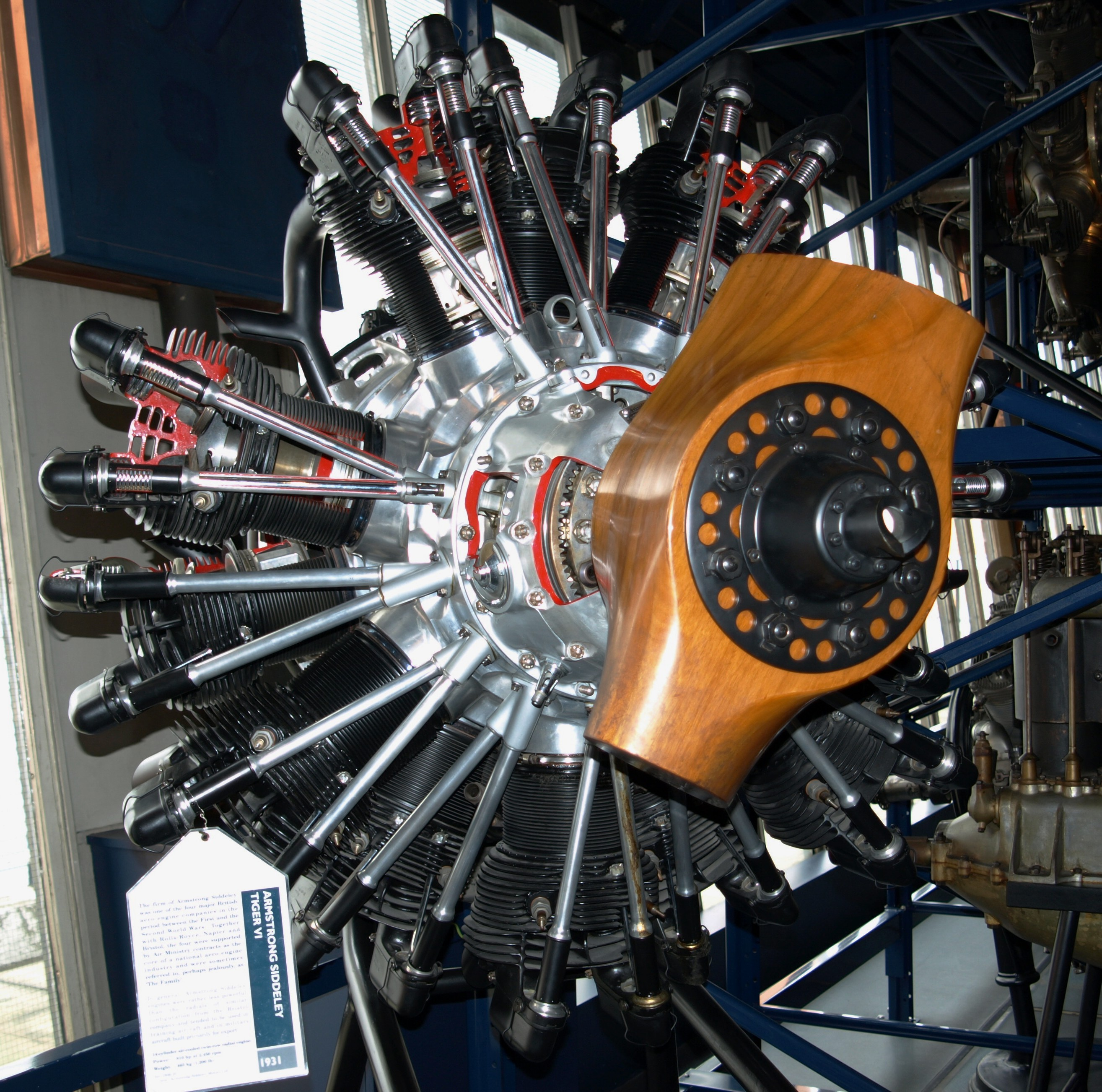
Armstrong Siddeley Tiger au Science Museum de Londres

- Armstrong Siddeley Genet (en)
- Armstrong Siddeley Genet Major (en)
- Armstrong Siddeley Jaguar
- Armstrong Siddeley Leopard (en)
- Armstrong Siddeley Lynx
- Armstrong Siddeley Mongoose
- Armstrong Siddeley Ounce
- Armstrong Siddeley Panther (en)
- Armstrong Siddeley Puma
- Armstrong Siddeley Serval
- Armstrong Siddeley Tiger

Arrow SNC
- Arrow 250 (en)
- Arrow 500 (en)
- Arrow 1000 (en)

Arsenal
- Arsenal 24H

Aspin
- Aspin Flat-Four

Austro-Daimler
- Austro-Daimler 6 (en)

Austro Engine
- Austro Engine E4 (en)

Avia
- Avia R-12
- Avia Rk-17
- Avia Vr-30

Axelson (en)
Basse und Selve
- Basse und Selve BuSIV

Beardmore
- Beardmore 90 hp
- Beardmore 120 hp (en)
- Beardmore 160 hp (en)
- Beardmore Simoon
- Beardmore Tornado (en)
- Beardmore Typhoon (en)

Béarn
- Béarn 12A
- Béarn 12B
- Béarn 6B
- Béarn 6C
- Béarn 6D
- Béarn 6D-07

Bentley
- Bentley BR1 (en)
- Bentley BR2 (en)

Benz
- Benz Bz.II (en)
- Benz Bz.III (en)
- Benz Bz.IIIa
- Benz Bz.IIIb (en)
- Benz Bz.IV (en)
- Benz Bz.IVa (en)
- Benz Bz.6

Blackburne
- Blackburne Tomtit (en)
- Blackburne Thrush

BMW
- BMW III
- BMW IIIa
- BMW IV (en)
- BMW V (en)
- BMW VI
- BMW X (en)
- BMW 114
- BMW 132
- BMW 139 (it)
- BMW 801
- BMW 802
- BMW 803
- Bramo 323

Breda
Bristol
- Bristol Aquila (en)
- Bristol Centaurus
- Bristol Cherub (en)
- Bristol Draco (en)
- Bristol Hercules
- Bristol Hydra (en)
- Bristol Jupiter
- Bristol Lucifer (en)
- Bristol Mercury
- Bristol Neptune (en)
- Bristol Pegasus
- Bristol Perseus
- Bristol Phoenix
- Bristol Taurus
- Bristol Titan

Breguet-Bugatti
- Breguet Bugatti U.16
- Breguet Bugatti U.24
- Breguet Bugatti U.24bis

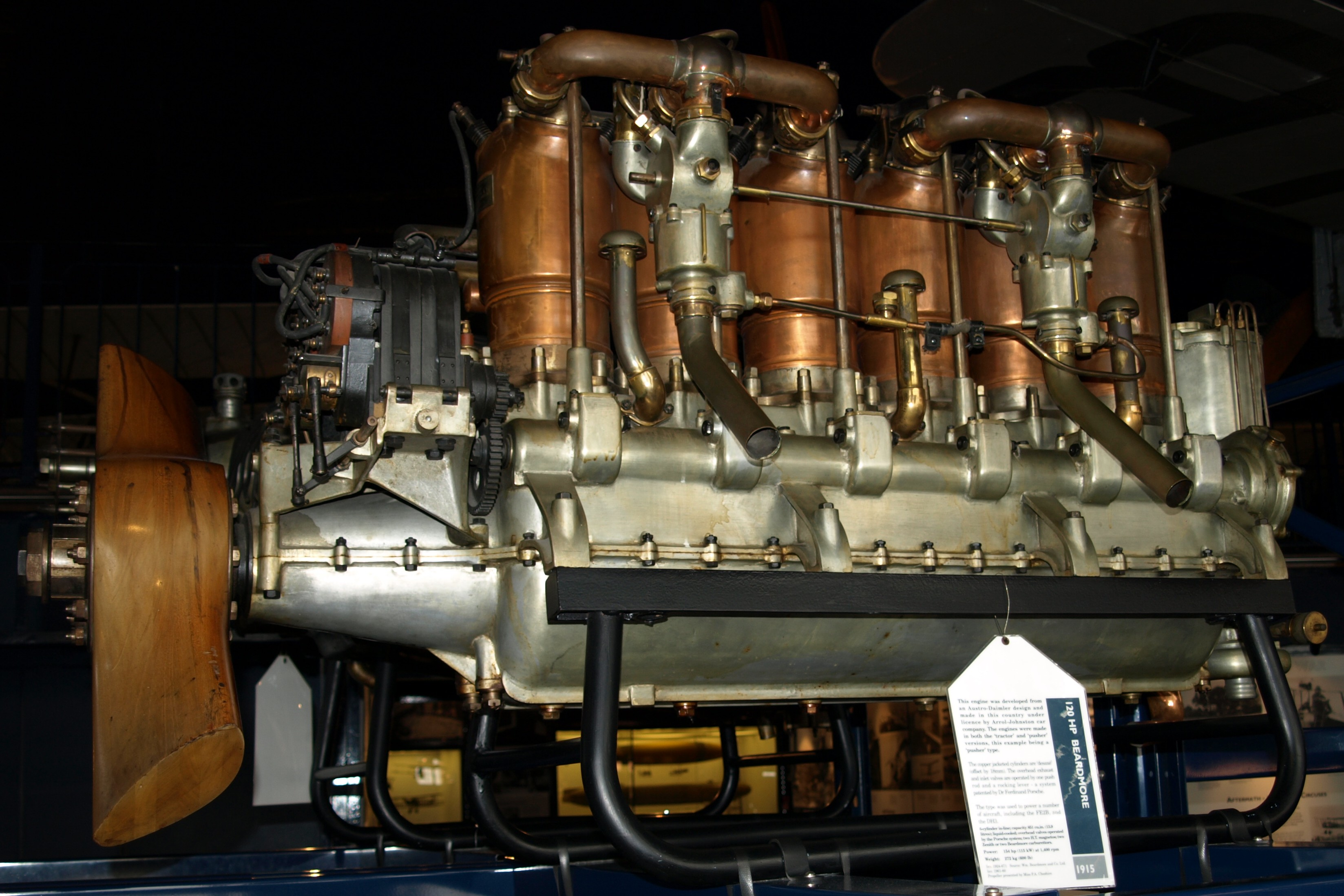
Beardmore de 120 ch au Science Museum de Londres.

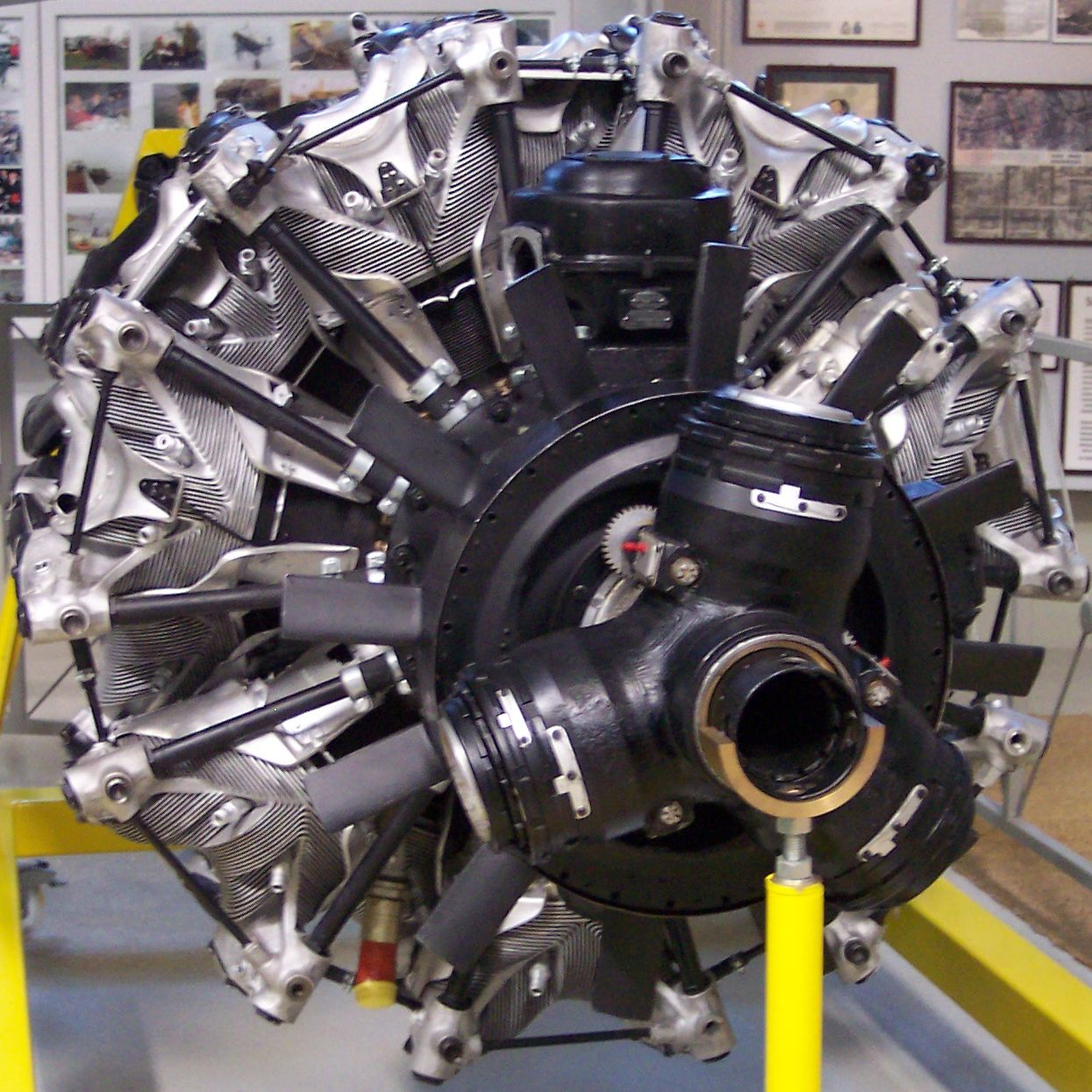
BMW 801

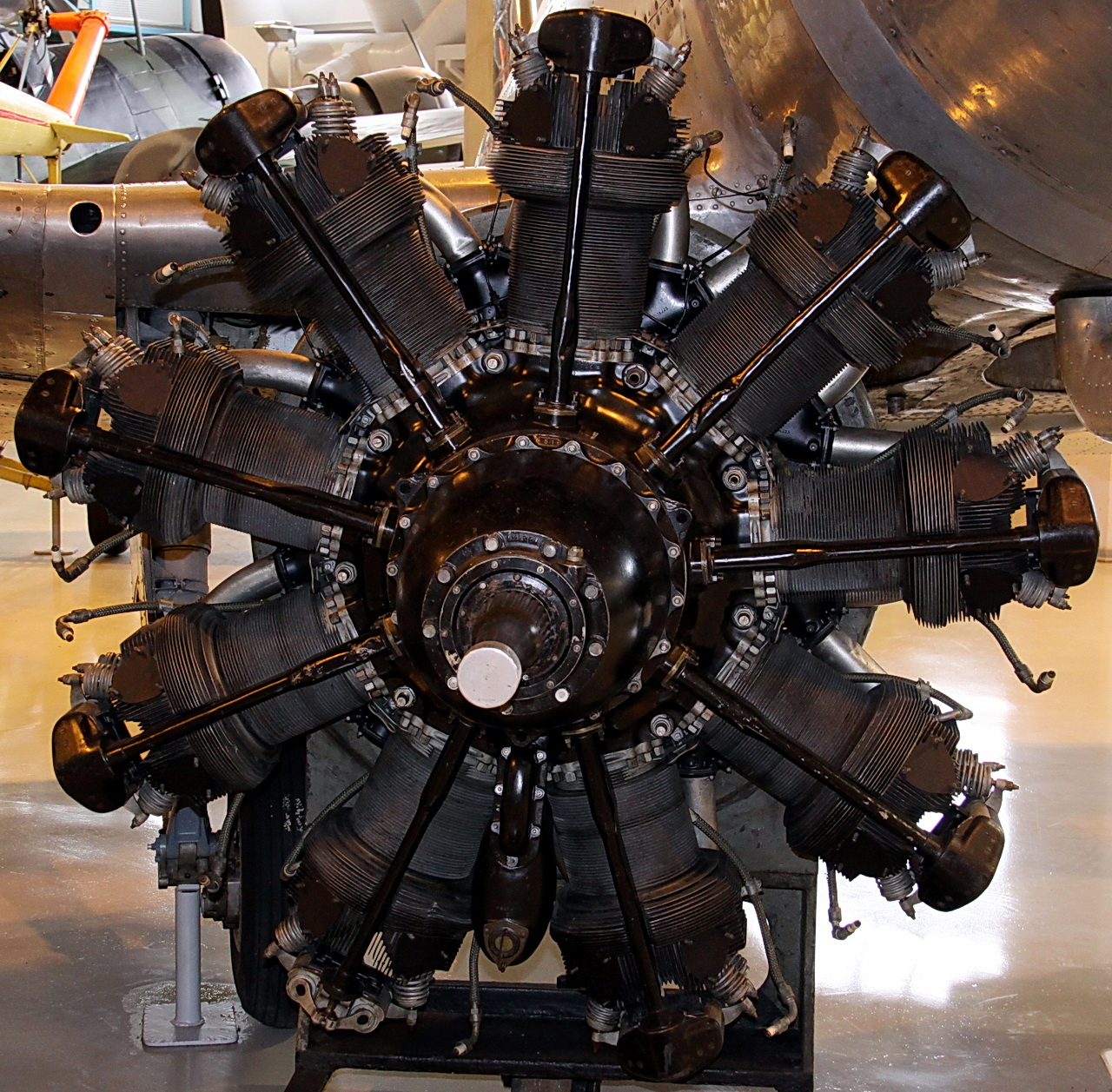
Bristol Pegasus

- Breguet Bugatti Quadrimotor Type A
- Breguet Bugatti Quadrimotor Type B
- Breguet Bugatti H-32B

Bücker
- Bücker M 700

Bugatti
- Bugatti 8 1915
- Bugatti U-16 1916
- Bugatti Type 14
- Bugatti Type 34 U-16 1925
- Bugatti Type 50B 1938
- Bugatti Type 60 1939
- King-Bugatti U-16

Carden Aero Engines (en)
Charomskiy
- Charomskiy ACh-30 (en)
- Charomskiy M-40 (en)

Chrysler
- Chrysler IV-2220

Chvetsov
- Chvetsov ASh-21
- Chvetsov ASh-62
- Chvetsov ASh-73
- Chvetsov ASh-82
- Chvetsov ASh-2
- Chvetsov M-11
- Chvetsov M-25

Cieslak
Cirrus (en)
- Cirrus Major (en)
- Cirrus Minor (en)

Cisco Motors
- Cisco Snap 100 (en)

Clerget-Blin

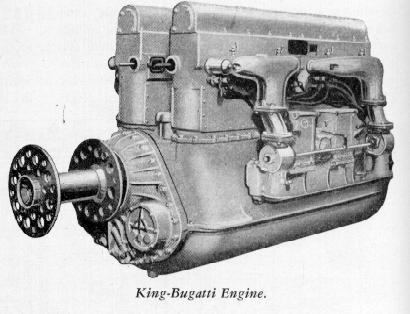
King Bugatti U-16

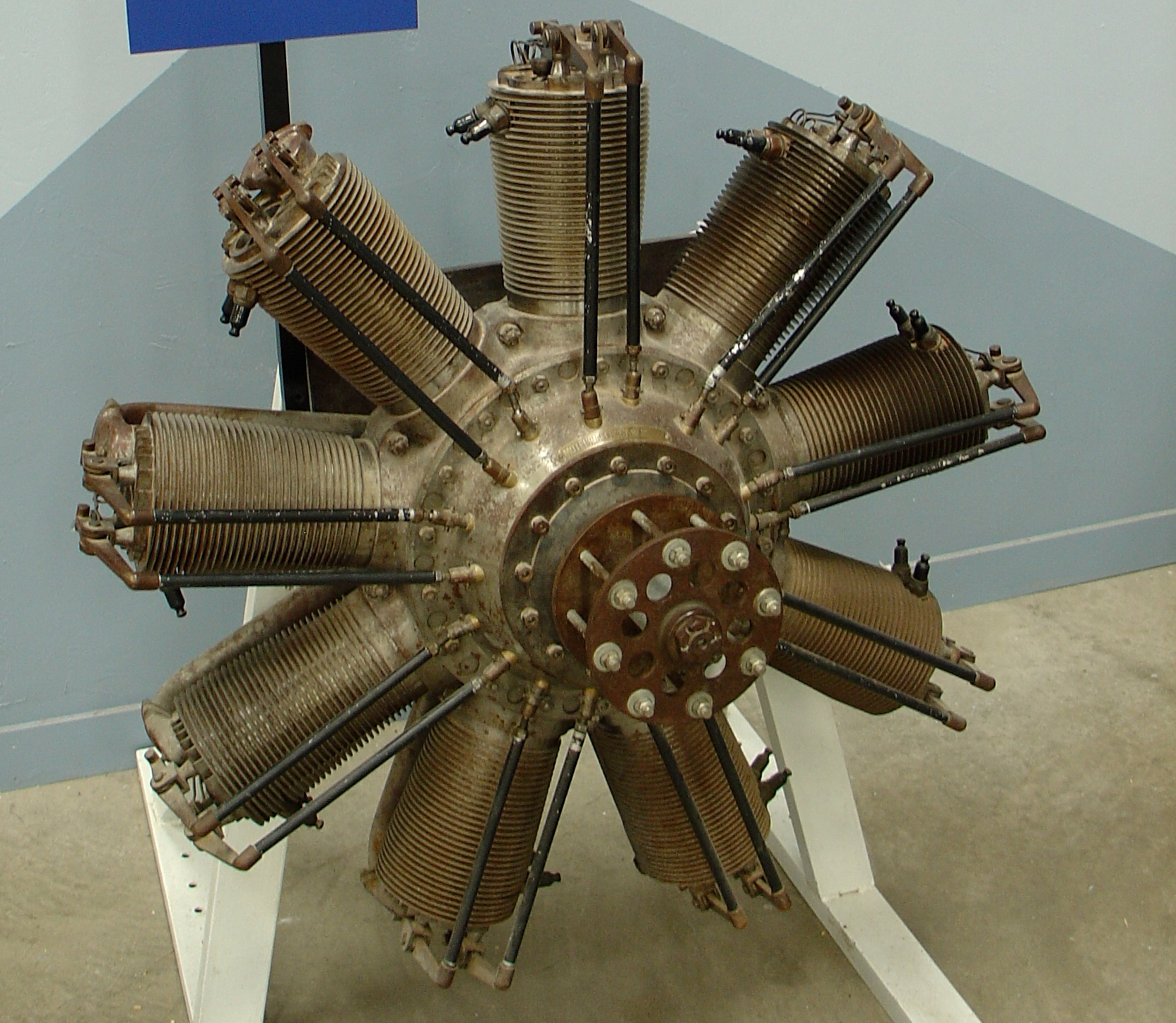
Clerget 9B au Pima Air and Space Museum

- Clerget 9A (en) 110 ch 9-cylindres rotatif
- Clerget 9B (en)
- Clerget 9Z (en) 110 ch 9-cylindres rotatif
- Clerget 11Eb (en) 200 ch 11-cylindres rotatif

Compact Radial Engines
- Konig SC 430 (en)
- Konig SD 570 (en)
- Zanzottera MZ 34
- Zanzottera MZ 100
- Zanzottera MZ 201 (en)
- Zanzottera MZ 301 (en)

Compagnie lilloise de moteurs
- CLM 6as (dérivé du JuMo 205 ; 6 cylindres à pistons libres)

CNA
- CNA D (en)

Continental

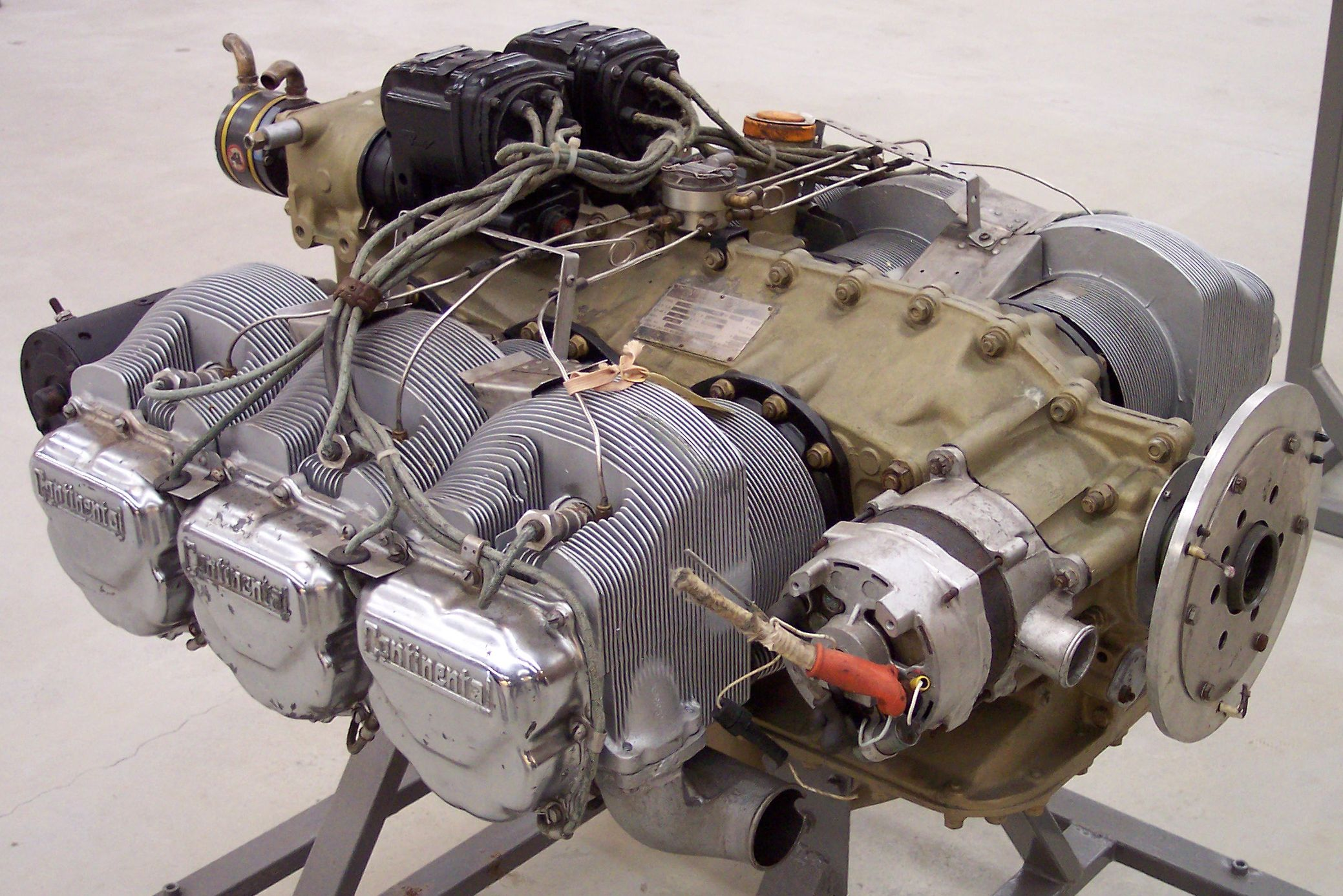
Continental IO-520

- Continental O-170 (en) - dont A50, A65, A75 et A80
- Continental O-190 (en)
- Continental O-200
- Continental O-240 (en)
- Continental O-280 (en)
- Continental O-300 (en)
- Continental IO-346 (en)
- Continental O-360 (en)
- Continental O-470 (en)
- Continental O-520 (en)
- Continental IO-550 (en)
- Continental R-670
- Continental IV-1430 Hyper V-12 inversé
  - Continental O-1430 original design effort for an opposed cylinder version
  - Continental OL-1430 alternate designation for initial design
  - Continental V-1430 The engine as built initially as an upright V-12
  - Continental XI-1430

Cosmos Engineering Company (en)
- Cosmos Jupiter
- Cosmos Lucifer (en)
- Cosmos Mercury (en)

Curtiss
- Curtiss A-2 (en)
- Curtiss B-8 (en)
- Curtiss C-6 (en)
- Curtiss Challenger R-600 (en)
- Curtiss D-12 Conqueror
- Curtiss E-4
- Curtiss E-8
- Curtiss K-12 (en)
- Curtiss K-6
- Curtiss OX-5 (en)
- Curtiss OXX-6
- Curtiss OXX (en)
- Curtiss V-1460
- Curtiss V-1570 Conqueror
- Curtiss V-2 (en)

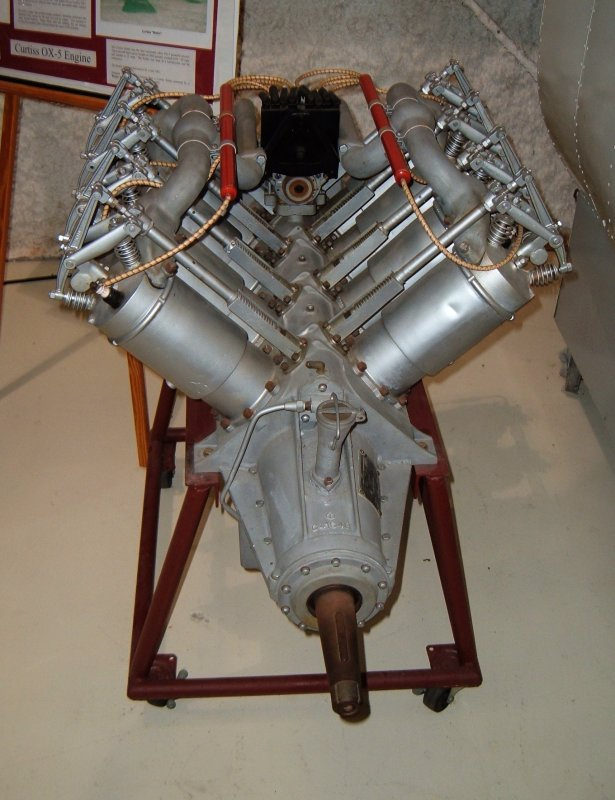
Curtiss OX-5 au Lone Star Flight Museum

Cuyuna Development Company (en) et 2si
- 2si 215
- 2si 230
- 2si 460
- 2si 540
- 2si 690
- 2si 808
- Cuyuna 430 (en)

Daimler-Benz
- Daimler-Benz DB 600
- Daimler-Benz DB 601 (en)
- Daimler-Benz DB 603
- Daimler-Benz DB 604 (en)
- Daimler-Benz DB 605
- Daimler-Benz DB 606 (en)
- Daimler-Benz DB 609
- Daimler-Benz DB 610
- Daimler-Benz DB 613
- Daimler-Benz DB 614
- Daimler-Benz DB 627
- Daimler-Benz DB 628
- Daimler-Benz DB 632

Darracq
de Havilland
- de Havilland Ghost
- de Havilland Gipsy
- de Havilland Gipsy King (en)
- de Havilland Gipsy Major (en)
- de Havilland Gipsy Minor (en)
- de Havilland Gipsy Queen (en)
- de Havilland Gipsy Six (en)

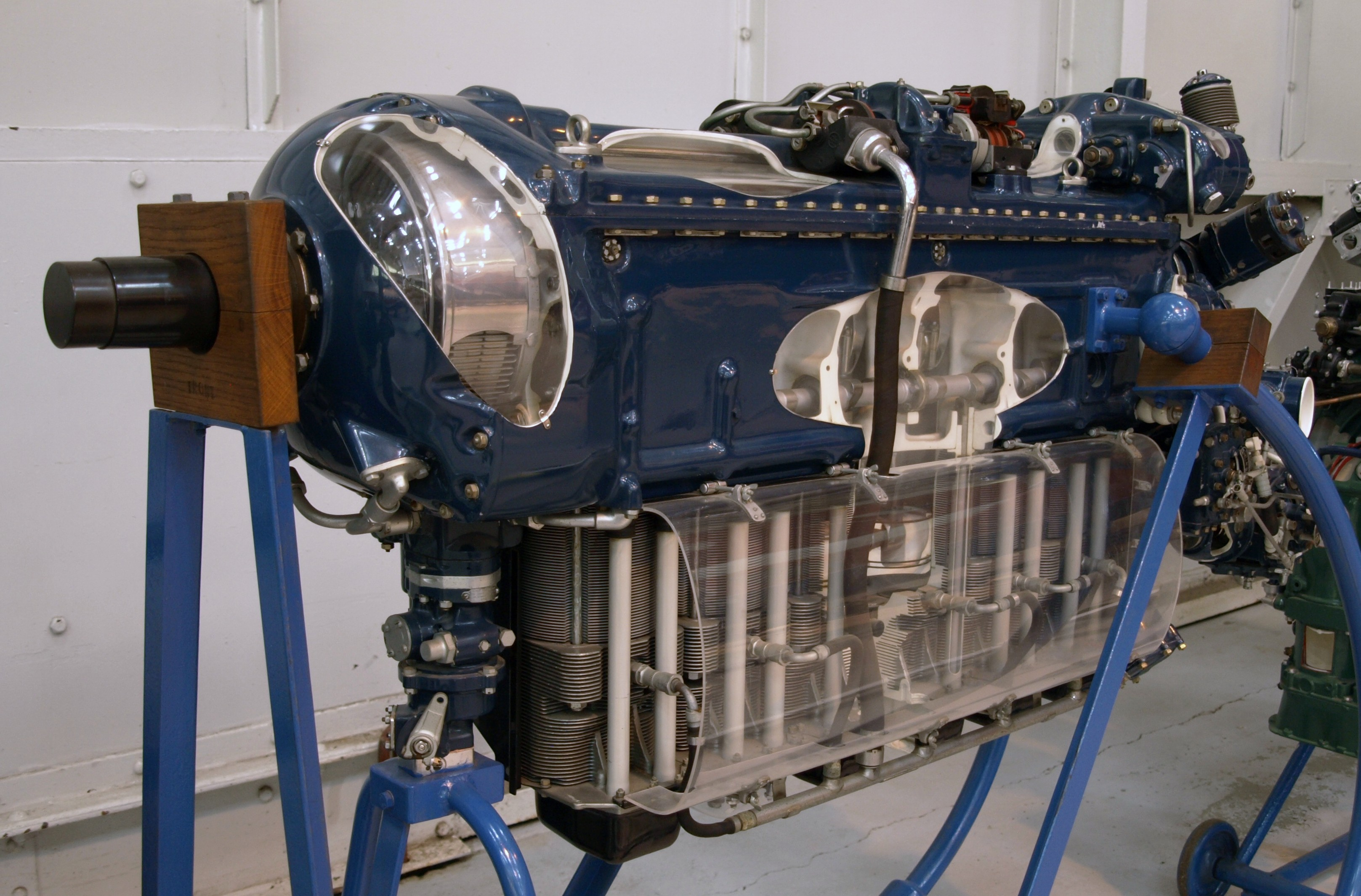
de Havilland Gipsy Queen au Royal Air Force Museum Cosford

- de Havilland Gipsy Twelve (en)

Dongan Engine Manufacturing Company (en)
- Dongan HS7

Duesenburg
- Duesenburg H
- King-Bugatti

Elizalde SA (en)
- Elizalde Sirio
- Elizalde Tigre IV (en)

### F à K
Fairchild
- Fairchild Caminez
- Fairchild Ranger

Fairey
- Fairey Felix
- Fairey P.12 Prince
- Fairey P.14 Prince
- Fairey P.16 Prince
- Fairey P.24 Monarch

Farman
- Farman 12T
- Farman 12W
  - Farman 12Wd
  - Farman 12We

Fiat
- Fiat SA.8/75
- Fiat A.10
- Fiat A.12
  - Fiat A.12bis
- Fiat A.14
- Fiat A.20
- Fiat A.22
- Fiat A.24
- Fiat A.25
- Fiat A.30
- Fiat A.50
- Fiat A.53
- Fiat A.54
- Fiat A.60
- Fiat A.74
- Fiat A.76
- Fiat A.80
- Fiat A.82
- Fiat AS.5
- Fiat AS.6

Firewall Forward Aero Engines
- Firewall Forward CAM 100
- Firewall Forward CAM 125

Ford
- Ford A-E 4 Cylinder X engine
- Ford A-E 8 Cylinder X engine

Franklin
- Franklin 4AC
- Franklin 6A4
- Franklin O-805 Horizontally Opposed 12

Gnome et Rhône
- Gnome Sigma
- Gnome Omega
- Gnome Lambda
- Gnome Double Lambda
- Gnome Monosoupape

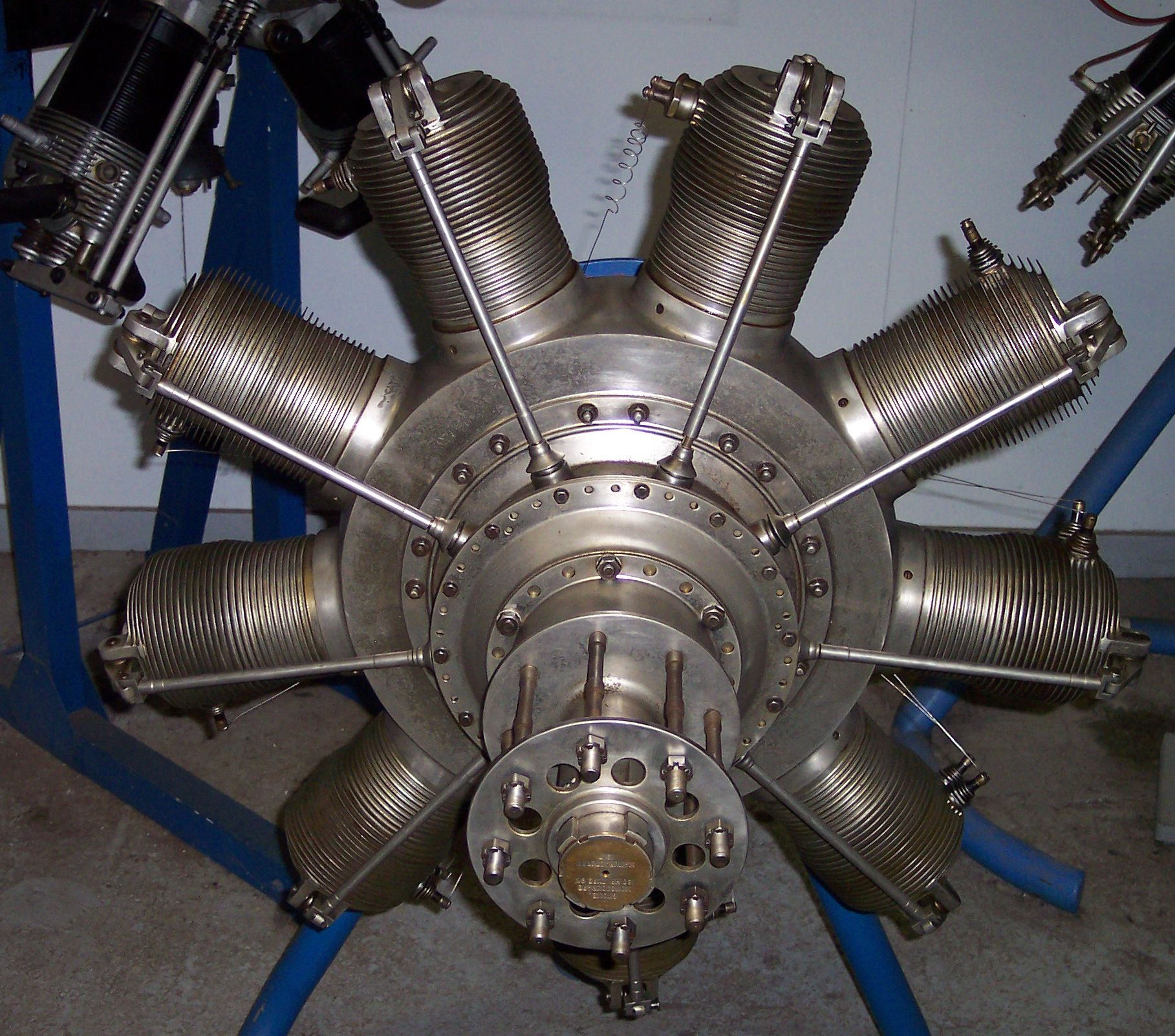
Moteur rotatif Gnome Monosoupape de 1917.

- Gnome et Rhône 5K et 7K Titan et Titan Major
- Gnome et Rhône 9
  - Gnome et Rhône 9A Jupiter
  - Gnome et Rhône 9Ab
  - Gnome et Rhône 9Akx
- Gnome et Rhône 9K Mistral
  - Gnome et Rhône 9Kbr
  - Gnome et Rhône 9Kdr
- Gnome et Rhône 14K Mistral Major
  - Gnome et Rhône 14Kb
  - Gnome et Rhône 14Kdrs
- Gnome et Rhône 14M Mars
- Gnome et Rhône 14N
- Gnome et Rhône 14R "Météore"
- Gnome et Rhône 18L
  - Gnome et Rhône 18Lars

Green
- Green C.4
- Green E.6

Guiberson
- Guiberson A-1020
- Guiberson T-1020

Hall-Scott
- Hall-Scott A-2
- Hall-Scott A-3
- Hall-Scott A-4A
- Hall-Scott A-5
- Hall-Scott A-7

HCI Aviation
- HCI R180
- HCI R220

Heath-Henderson
- Heath-Henderson B-4

Hiero Engines
- Hiero 6

Hiro
- Hiro Type 91
- Hiro Type 94

Hirth
- Hirth HM 8
- Hirth HM 60
- Hirth HM 150
- Hirth série HM 500 déclinée en Hirth HM 500, HM 504, HM 506, HM 508, HM 512 et HM 515

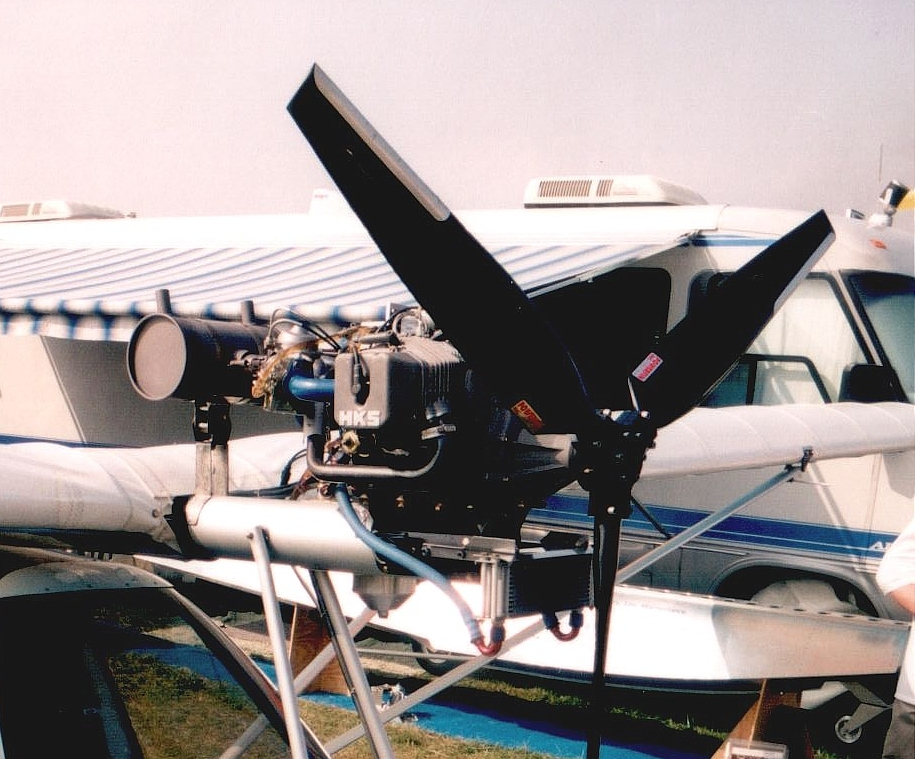
HKS 700E sur un Flightstar II.

- Hirth HM 501
- Hirth F-23
- Hirth F-30
- Hirth F-33
- Hirth F-36
- Hirth F-263
- Hirth 2702
- Hirth 2703
- Hirth 2704
- Hirth 2706
- Hirth 3202
- Hirth 3203
- Hirth 3502
- Hirth 3503
- Hirth 3701

Hispano-Suiza
- Hispano-Suiza V8
  - Hispano-Suiza 8F
  - Hispano-Suiza 8Fb
- Hispano-Suiza 9V
- Hispano-Suiza 12H
  - Hispano-Suiza 12Hbr
- Hispano-Suiza 12J
  - Hispano-Suiza 12Jb
- Hispano-Suiza 12L
  - Hispano-Suiza 12Lb
  - Hispano-Suiza 12Lbr
- Hispano-Suiza 12N
  - Hispano-Suiza 12Nb
  - Hispano-Suiza 12Nbr
- Hispano-Suiza 12X
  - Hispano-Suiza 12Xbrs
- Hispano-Suiza 12Y
- Hispano-Suiza 12Z
- Hispano-Suiza 14
  - Hispano-Suiza 14AA
  - Hispano-Suiza 14AB
- Hispano-Suiza 18
  - Hispano-Suiza 18R
  - Hispano-Suiza 18Sbr
- Hispano-Suiza 24Z
- Latécoère-(Hispano-Suiza) 36Y
- Hispano-Suiza 48H
- Hispano-Suiza 48Z

Hitachi
- Hitachi Amakaze
- Hitachi Hatsukaze

HKS
- HKS 700E

IAME
- KFM 107
- KFM 112M

Isotta Fraschini
- Isotta Fraschini Asso 500
- Isotta Fraschini Asso 750
- Isotta Fraschini Asso 1000
- Isotta Fraschini Delta
- Isotta Fraschini V.4
- Isotta Fraschini V.6

Ivchenko
- Ivchenko AI-14
- Ivchenko AI-26

Jabiru
- Jabiru 1600
- Jabiru 2200
- Jabiru 3300

Jacobs
- Jacobs R-755

JPX
- JPX 4TX75
- JPX D160
- JPX PUL 212
- JPX PUL 425
- JPX D-320

Junkers
- Junkers L5
- Junkers Jumo 205
- Junkers Jumo 207
- Junkers Jumo 210
- Junkers Jumo 211
- Junkers Jumo 213
- Junkers Jumo 222
- Junkers Jumo 223

Kawasaki Heavy Industries
- Kawasaki 440

Keikaufer
- Keikaufer O-45

King-Bugatti
- King-Bugatti U-16

Kinner
- Kinner B-5
- Kinner K-5
- Kinner R-5

Klimov
- Klimov M-100
- Klimov M-103
- Klimov M-105
- Klimov VK-106
- Klimov VK-107
- Klimov M-120

Klöckner-Humboldt-Deutz
- Klöckner-Humboldt-Deutz DZ 710

Koerting
- Koerting Kg IV
- Koerting 8 SL

### L à P
Lawrance
- Lawrance J-1
- Lawrance A-3
- Lawrance C-2

LeBlond
- LeBlond 5
- LeBlond 70

Le Rhône
- Le Rhône 7C 60 ch
- Le Rhône 9C 80 ch
- Le Rhône 9J 110 ch
- Le Rhône 9R 180 ch
- Le Rhône 14D 120 ch

Liberty
- Liberty L-4
- Liberty L-6
- Liberty L-8
- Liberty L-12

Limbach Flugmotoren
- Limbach L 1700
- Limbach L 2000
- Limbach L 2400
- Limbach L 2400 turbocompressé
- Limbach L 275 E
- Limbach L 550 E

Lorraine-Dietrich
- Lorraine AM-6 (110 ch 6 cylindres en ligne)
- Lorraine Mizar (230 ch 7 cylindres en étoile)
- Lorraine-Latécoère 8 Bd modifié 230 ch
- Lorraine 9 N Algol (310 ch 9 cylindres en étoile)
- Lorraine 12 D (370-375 ch V12)
- Lorraine 12 DB (400 ch V12)
- Lorraine 12 Eb (450 ch W12)
- Lorraine 14 Ac Antarès (14 cylindres en étoile)
- Lorraine 12Rcr Radium

Lycoming
- Lycoming O-235
- Lycoming O-290
- Lycoming O-320
- Lycoming O-360
- Lycoming IO-360
- Lycoming TIO-360
- Lycoming AEIO-360
- Lycoming IO-390
- Lycoming O-435
- Lycoming O-480
- Lycoming O-540
- Lycoming IO-540
- Lycoming TIO-540
- Lycoming AEIO-540
- Lycoming TIO-541
- Lycoming IO-580
- Lycoming GSO-580
- Lycoming R-680
- Lycoming IO-720
- Lycoming O-1230 (en)
- Lycoming H-2470 (en)
- Lycoming XR-7755

Manfreid Weiss
- Manfred Weiss WM K-14

Maybach
- Maybach Mb.III
- Maybach Mb.IV
- Maybach Mb.IVa

McCulloch
- McCulloch MC101
- McCulloch O-90
- McCulloch O-100

Menasco
- B6/B6S (en) Buccaneer
- C4/C4S Pirate
- XIV-2040-1
- XH-4070-1

Mercedes
- Mercedes D.I
- Mercedes D.II
- Mercedes D.III
- Mercedes D.IV
- Mercedes D.IVa

Mikouline
- Mikouline AM-34
- Mikouline AM-35
- Mikouline AM-37
- Mikouline AM-38
- Mikouline AM-39
- Mikouline AM-42
- Mikouline M-17

Mitsubishi
- Mitsubishi Ha42
- Mitsubishi Kasei
- Mitsubishi Kinsei
- Mitsubishi Zuisei

N.A.G.
- NAG C.III

Nakajima
- Nakajima Ha5
- Nakajima Hikari
- Nakajima Homare
- Nakajima Kotobuki
- Nakajima Mamoru
- Nakajima Sakae

Napier
- Napier Cub
- Napier Culverin
- Napier Dagger
- Napier Lion
- Napier Rapier
- Napier Sabre

Oberursel
- Oberursel U.0 - Copie du moteur rotatif Gnome Lambda
- Oberursel U.I - Copie du Gnome Monosoupape
- Oberursel U.III - Copie du Gnome Double Lambda
- Oberursel Ur.II - Copie du Le Rhone 9J
- Oberursel Ur.III

Oerlikon
Orenda
- Orenda OE600

Packard
- Packard 1A-1500
- Packard 1A-2500
- Packard 1A-2725
- Packard 1A-3000
- Packard 1A-5000
- Packard DR-980 9 cylindres diesel en étoile
- Packard V-1650 Rolls-Royce Merlin produit sous licence
- Packard W-1
- Packard W-2
- Packard X-2775

Pegasus Aviation
- Pegasus PAL 95

Pegaz
Piaggio
- Piaggio P.XI
- Piaggio P.VII

Pobjoy Airmotors
- Pobjoy P
- Pobjoy R
- Pobjoy Cataract
- Pobjoy Niagara

Poinsard
Porsche
- Porsche PFM 3200

Potez
- Potez 4D
- Potez 6D00 (6d30?)
- Potez 6D30
- Potez 9Ab

Praga
- Praga D

Pratt & Whitney
- Pratt & Whitney R-985 Wasp Junior
- Pratt & Whitney R-1340 Wasp
- Pratt & Whitney R-1535 Twin Wasp Junior
- Pratt & Whitney R-1690 Hornet
- Pratt & Whitney R-1830 Twin Wasp
- Pratt & Whitney R-1860 Hornet B
- Pratt & Whitney R-2000 Twin Wasp
- Pratt & Whitney R-2060 Yellow Jacket
- Pratt & Whitney R-2180 Twin Hornet
- Pratt & Whitney R-2270
- Pratt & Whitney R-2800 Double Wasp
- Pratt & Whitney R-4360 Wasp Major
- Pratt & Whitney XH-2600 (X-1800) Hyper engine
- Pratt & Whitney XH-3730 (X-3130) Hyper engine

PZL
- PZL-3
- PZL ASz-62

### Q à V
Royal Aircraft Factory
- RAF 1
- RAF 2
- RAF 3
- RAF 4
- RAF 5
- RAF 8

Ranger
- Ranger L-440
- Ranger V-770

Regnier (en)
- Regnier 4L

Renault
- Renault 12F
- Renault 12Fe
- Renault 12Ja
- Renault 12Jb
- Renault 12K
- Renault 12Ncr
- Renault 12S
- Renault Bengali

Righter Manufacturing
- Righter O-15
- Righter O-45

Robert Esnault Peltier
Rolls-Royce Limited
- Rolls-Royce Buzzard
- Rolls-Royce Condor
- Rolls-Royce Crecy
- Rolls Royce Eagle (H-24)
- Rolls-Royce Eagle (V-12)
- Rolls-Royce Eagle (X-16)
- Rolls-Royce Exe
- Rolls-Royce Falcon
- Rolls-Royce Goshawk
- Rolls-Royce Griffon
- Rolls-Royce Hawk
- Rolls-Royce Kestrel
- Rolls-Royce Merlin
- Rolls-Royce Pennine
- Rolls-Royce Peregrine
- Rolls-Royce R
- Rolls-Royce Vulture

Rotax
- Rotax 185
- Rotax 277
- Rotax 377
- Rotax 447
- Rotax 503
- Rotax 532
- Rotax 582
- Rotax 618
- Rotax 912
- Rotax 914
- Rotax 915
- Rotax 916

Rotec
- Rotec R2800
- Rotec R3600

Rumpler
- Rumpler Aeolus

SMA Engines
- SMA SR305-230

Salmson

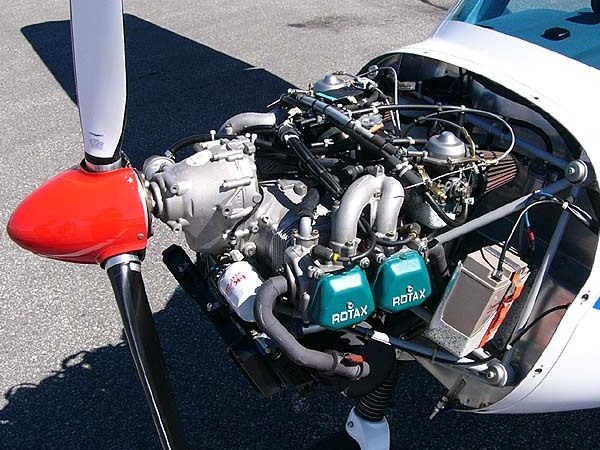
Rotax 912UL installé sur un 3Xtrim 3X55 Trener.

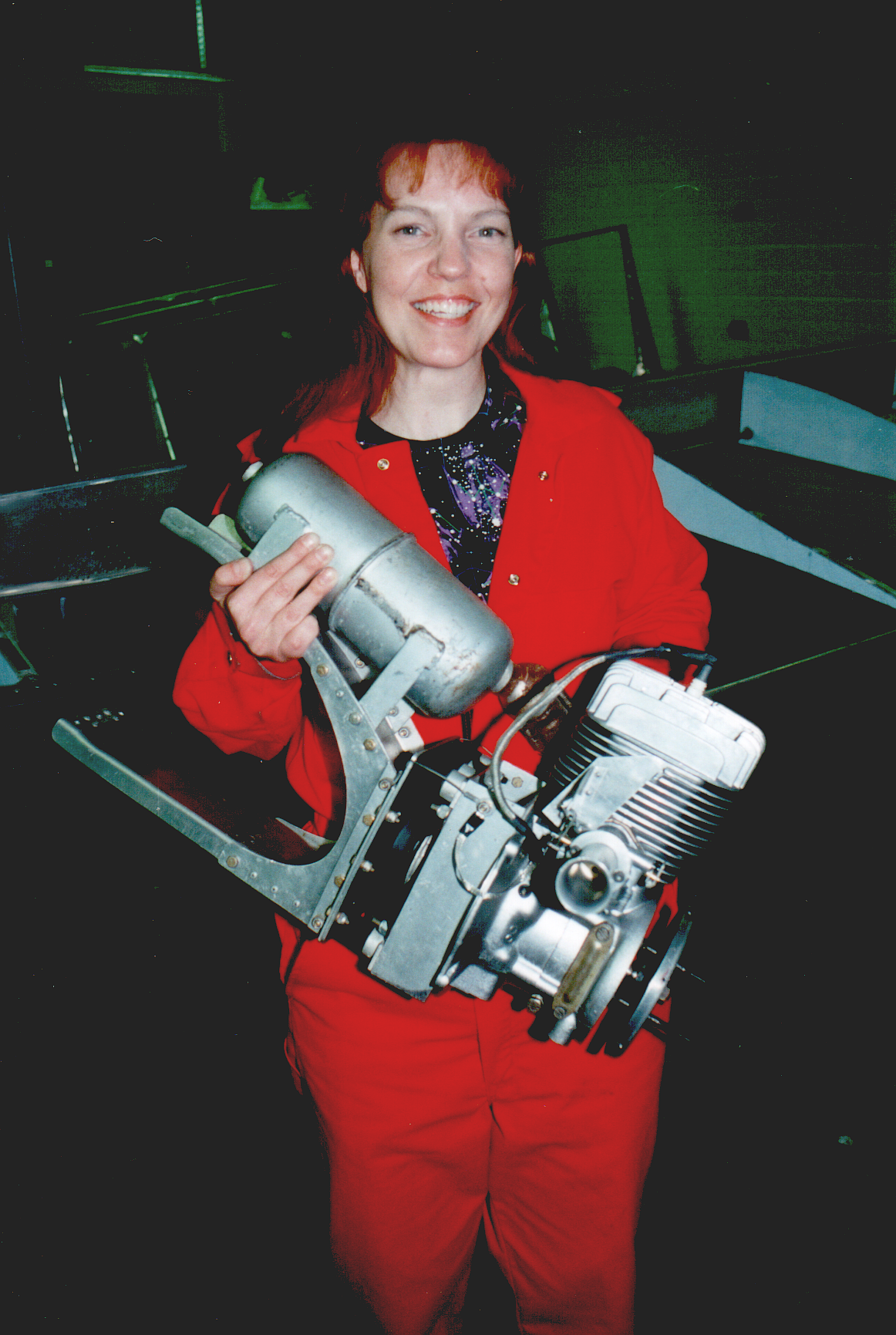
Un Rotax 185 prêt pour montage dans un Ultraflight Lazair.

- Salmson 3 AD 3 cylindres en étoile
- Salmson 5 AC
- Salmson 6 AD 6 cylindres en étoile avec cylindres par paire sur certains avions
- Salmson 7 AC
- Salmson 7 M
- Salmson 7 OM
- Salmson 9
- Salmson 9 A
- Salmson 9 AB
- Salmson 9 AC
- Salmson 9 AD
- Salmson 9 ADR
- Salmson 9 AZ
- Salmson 9 A2C 9 cylindres en étoile
- Salmson 9 CM
- Salmson 9 M
- Salmson 9 P
- Salmson 9 Y
- Salmson 9 Z
- Salmson-(Canton-Unne) Z9
- Salmson 11 B engine crank 90° to propshaft
- Salmson 12 C W-12
- Salmson 18 AB
- Salmson 18 CM
- Salmson 18 Z
- Salmson C Swash plate engine
- Salmson E Swash plate engine
- Salmson K Swash plate engine

Selve cf. Basse & Selve
Shvetsov cf. Chvetsov
Siddeley-Deasy
- Siddeley Puma
- Siddeley Tiger

Siemens-Halske
- Siemens-Halske Sh.I
- Siemens-Halske Sh.II
- Siemens-Halske Sh.III
- Siemens-Halske Sh 4
- Siemens-Halske Sh 5
- Siemens-Halske Sh 6
- Siemens-Halske Sh 11
- Siemens-Halske Sh 12
- Siemens-Halske Sh 13
- Siemens-Halske Sh 14
- Siemens-Halske Sh 15
- Siemens-Halske Sh 22

Silnik
- Silnik M 11
- Silnik Sh 14

Société des Moteurs Le Rhône
voir Le Rhône
SME Aircraft Engine
SNECMA
- SNECMA 12S
- SNECMA 14R
- SNECMA-Regnier 4L

Studebaker
- H-9350

Sturtevant (en)
- Sturtevant 5A

Sunbeam
- Sunbeam Amazon/Saracen
- Sunbeam Arab/Bedouin/Kaffir
- Sunbeam Coatalen
- Sunbeam Cossack
- Sunbeam Crusader/Zulu
- Sunbeam Dyak
- Sunbeam Malay
- Sunbeam Maori/Afridi
- Sunbeam Matabele
- Sunbeam Mohawk/Gurkha
- Sunbeam Nubian
- Sunbeam Pathan
- Sunbeam Sikh
- Sunbeam Spartan
- Sunbeam Viking

Thielert
- Thielert Centurion 1.7 (en)
- Thielert Centurion 4.0 (en)

Thomas
- Thomas model 8

Tokyo Gasu Denki
- Tokyo Gasu Denki Amakaze
- Tokyo Gasu Denki Hatakaze

Trace Engines
- Trace turbocharged V-8

Toumanski
- Toumanski M-87
- Toumanski M-88
- Toumanski M-90

ULPower
- ULPower UL260i

Vedeneyev
- Vedeneyev M14P

Velie
- Velie M-5
- Velie L-9

### W à Z
Walter
- Walter Atlas
- Walter Atom
- Walter Bora
- Walter Castor
- Walter Gemma
- Walter Junior
- Walter M208
- Walter M332
- Walter M337
- Walter Major
- Walter Mars
- Walter Mikron
- Walter Minor
- Walter NZ 40
- Walter NZ 60
- Walter NZ 85
- Walter NZ 120
- Walter Pollux
- Walter Regulus
- Walter Sagitta
- Walter Scolar
- Walter Super Castor
- Walter Vega
- Walter Venus

Warner Aircraft Corporation
- Warner Scarab
- Warner Scarab Jr
- Warner Super Scarab

Wisconsin Motors
- Wisconsin Comet

Wolseley
- Wolseley 60 hp
- Wolseley 80 hp
- Wolseley 160 hp
- Wolseley Adder
- Wolseley Aquarius
- Wolseley Aries
- Wolseley A.R.7
- Wolseley A.R.9
- Wolseley Leo
- Wolseley Libra
- Wolseley Python
- Wolseley Scorpio
- Wolseley Viper

Wright Aeronautical
- Wright Cyclone series
  - Wright R-1300 Cyclone 7
  - Wright R-1750 Cyclone 9
  - Wright R-1820 Cyclone 9
  - Wright R-2160 Tornado 42
  - Wright R-2600 Cyclone 14
  - Wright R-3350 Cyclone 18
  - Wright R-4090 Cyclone 22
- Wright Gypsy
- Wright T-2
- Wright T-3A Tornado (V-1950)
- Wright Whirlwind series
  - Wright J-4
  - Wright R-540 J-6 Whirlwind 5
  - Wright R-760 J-6 Whirlwind 7
  - Wright R-790 J-5 Whirlwind 9
  - Wright R-975 J-6 Whirlwind 9
  - Wright R-1510 Whirlwind 14
  - Wright R-1670 (version agrandie du R-1510)
- Wright V-720
- Wright IV-1460
- Wright IV-1560

Yamaha Motor Corporation
- Yamaha KT100

Zenoah
- Zenoah G-25
- Zenoah G-50

Zündapp

## Moteurs Wankel
Curtiss-Wright
- Curtiss-Wright RC2-60

F&S
- F&S K 8 B

Mistral Engines
- Mistral G-190
- Mistral G-230
- Mistral G-300
- Mistral G-360

Wankel
- Wankel LCR-407
- Wankel LCR-814

## Moteurs combinés («compound»)

### Moteur turbo-combiné(Turbo-compound)
Vladimir Dobrynin (ru) (OKB-36)
- Dobrynin VD-4K (en)

D. Napier & Son Limited
- Napier Nomad

Wright Aeronautical
- Wright R-3350 (certaines versions)

### Motoréacteur(Motorjet)
Hitachi
- Hitachi Hatsukaze Modèle 12 (en)

Ishikawajima
- Ishikawajima Tsu-11

Isotta Fraschini
- Isotta Fraschini L.121 RC.40

Klimov
- Klimov VK-107R (en)

## Moteurs à réaction

### Turbomoteurs(turboshafts)
Aerosila (en)
- Aerosila TA6
- Aerosila TA12

AlliedSignal
- AlliedSignal LTS101
- AlliedSignal T702

Allison
- Allison Model 250 (désignation militaire : T63)
- Allison T38
- Allison T40
- Allison T56

Avco/Pratt & Whitney
- Avco/Pratt & Whitney T800

Aviation Applied Technology Directorate (en) (AATD)
- Advanced Affordable Turbine Engine (AATE)

Bristol Siddeley Engines Ltd. (en)
- Bristol Siddeley Gnome
- Bristol Siddeley Nimbus

Changzhou Lan Xiang Machinery Works
- Changzhou Lan Xiang WZ6

De Havilland Aircraft Company
- de Havilland Gnome

General Electric Aircraft Engines (GEAE, devenu GE Aviation)
- General Electric CT7
- General Electric GE38-1B
- General Electric T58
- General Electric T408
- General Electric T700

Honeywell Aerospace
- Honeywell AGT1500
- Honeywell HTS900
- Honeywell LTS101
- Honeywell T702

Ivtchenko-Progress ZMKB
- Ivtchenko-Progress AI-9
- Ivtchenko-Progress D-136

Klimov
- Klimov GTD-350
- Klimov TV2-117
- Klimov TV3-117
- Klimov TV7-117V
- Klimov VK-800V
- Klimov VK-2500
- Klimov VK-3000

LHTEC (en)
- LHTEC CTS800
- LHTEC T800

Lycoming Engines
- Lycoming AGT1500
- Lycoming LTS101
- Lycoming T702
- Lycoming T53
- Lycoming T55

MTU Turbomeca Rolls-Royce GmbH (MTR) (en)
- MTR MTR390

Napier
- Napier Naiad

Pratt & Whitney
- Pratt & Whitney T73

Pratt & Whitney Canada
- Pratt & Whitney Canada PT6B
- Pratt & Whitney Canada PT6T
- Pratt & Whitney Canada PW200

Rolls-Royce Ltd./Rolls-Royce Holdings plc.
- Rolls-Royce Gnome
- Rolls-Royce M250
- Rolls-Royce Nimbus
- Rolls-Royce Tweed
- Rolls-Royce Gem
- Rolls-Royce RR300
- Rolls-Royce RR500TS

Rolls-Royce Turbomeca Ltd. (RRTM)
- Rolls-Royce Turbomeca Ltd. AZ14 et AZ16
- Rolls-Royce Turbomeca RTM322

Solar Turbines (en)
- Solar T62 Titan
- Solar T66

Turbomeca
- Turbomeca Arrius
- Turbomeca Arriel
- Turbomeca Ardiden 1H
- Turbomeca Artouste
- Turbomeca Astazou
- Turbomeca Makila
- Turbomeca Turmo
- Turbomeca TM 333

Turbomeca-Agusta
- Turbomeca-Agusta TA.230

Turbomeca/HAL
- HAL/Turbomeca Shakti - Projet en collaboration avec Hindustan Aeronautics Limited

Turbomecanica Bucuresti (ro)
- Turmo IV-CA

### Turbogénérateurs(turbo generators)/Turbogénérateurs d'air sous pression
Fiat Aviazione
- Fiat 4700

D. Napier & Son Limited
- Napier E.146 Oryx

Turbomeca
- Turbomeca Oredon
- Turbomeca Palas
- Turbomeca Palouste

### Turbopropulseurs(turboprops)
AlliedSignal
- AlliedSignal LTP101
- AlliedSignal TPE331
- AlliedSignal TPF351
- AlliedSignal T702

Allison Engine Company
- Allison T40
- Allison T56
- AE 1107C-Liberty
- AE 2100

Armstrong Siddeley
- Armstrong Siddeley ASP
- Armstrong Siddeley Double Mamba
- Armstrong Siddeley Mamba
- Armstrong Siddeley Python

Bristol
- Bristol Orion
- Bristol Proteus
- Bristol Theseus

Dongan Engine Manufacturing Company
- Dongan WJ-5

Europrop International
- Europrop TP400

Garrett AiResearch
- Garrett T76
- Garrett TPE331
- Garrett TPF351

General Electric Aircraft Engines (devenu GE Aviation)
- General Electric CT7
- General Electric CPX38
- General Electric GE27
- General Electric GE38
- General Electric T407

Honeywell
- Honeywell LTP101
- Honeywell T702
- Honeywell TPE331

Ivtchenko-Progress ZMKB
- Ivtchenko-Progress AI-20
- Ivtchenko-Progress D-27

Jendrassik
- Jendrassik Cs-1

Klimov
- Klimov TV3-117VMA-SBM1
- Klimov TV7-117S
- Klimov VK-800S

Kouznetsov
- Kouznetsov NK-12

LHTEC (en)
- LHTEC CTP800

Lycoming
- Lycoming LTP101
- Lycoming T53
- Lycoming T55
- Lycoming T702

Napier
- Napier Naiad
- Napier Eland
- Napier Gazelle

Pratt & Whitney Canada

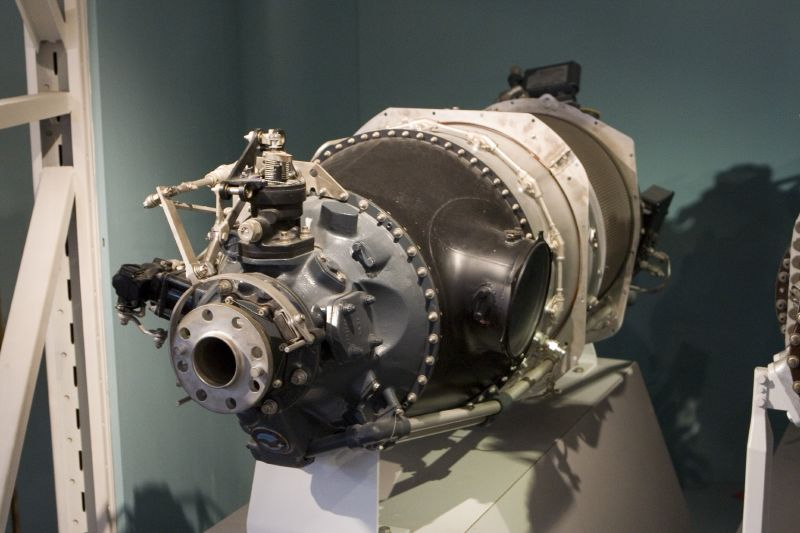
Pratt & Whitney Canada PT6.

- Pratt & Whitney Canada PT6 (T74)(T101)
- Pratt & Whitney Canada PW100

Rolls-Royce
- Rolls-Royce AE 1107C-Liberty
- Rolls-Royce AE 2100
- Rolls-Royce RB.39 Clyde
- Rolls-Royce RB.50 Trent
- Rolls-Royce RB.53 Dart
- Rolls-Royce RB.109 Tyne
- Rolls-Royce RR500TP
- Rolls-Royce T56 (T501-D)
- Rolls-Royce T406

Turbomeca
- Turbomeca Bastan
- Turbomeca Astazou

Turbotech
- Turbotech TP-R90

Wright Aeronautical
- Wright T35
- Wright T49

### Turboréacteursàsimple flux(turbojets)
Accurate Automation Corp
- Accurate Automation AT-1500
- Accurate Automation AT-1700

Allison
- Allison J33
- Allison J35

Armstrong Siddeley
- Armstrong Siddeley ASX
- Armstrong Siddeley Sapphire
- Armstrong Siddeley Adder
- Armstrong Siddeley Viper

Avro Canada (en) (A.V. Roe Canada Ltd.)
- Avro Canada TR.4 Chinook
- Avro Canada TR.5 Orenda

BMW
- BMW 003
- BMW 109-018

Bristol
- Bristol Aero Engines BE.10 Olympus
- Bristol Siddeley Orpheus
- Bristol Theseus

Curtiss-Wright Corporation
- Curtiss-Wright TJ37

de Havilland
- de Havilland Goblin
- de Havilland Ghost
- de Havilland Gyron
- de Havilland Gyron Junior

Dobrynine
- Dobrynine RD-7

Fairchild Engine Division (en)
- Fairchild J44
- Fairchild J83

General Electric
- General Electric CJ610
- General Electric J31
- General Electric J79
- General Electric J85
- General Electric YJ93

Heinkel
- Heinkel HeS 1
- Heinkel HeS 3
- Heinkel HeS 6
- Heinkel HeS 8
- Heinkel HeS 9
- Heinkel HeS 10
- Heinkel HeS 011
- Heinkel HeS 30
- Heinkel HeS 40

Hispano-Suiza
- Verdon

Ishikawajima
- Ishikawajima Ne-20

Junkers
- Junkers Jumo 004

Kolesov
- Kolesov RD-36-51
- Kolesov VD-7

Klimov
- Klimov RD-45
- Klimov RD-500
- Klimov TR2-117
- Klimov TV3-117 (A)
- Klimov VK-1

Lockheed Corporation
- Lockheed J37

Lyulka (en)
- Lyulka AL-7
- Lyulka AL-21

Metropolitan-Vickers
- Metrovick F.2
- Metrovick F.2/4 Beryl
- Metrovick Sapphire

Microturbo
- Microturbo TRI 40
- Microturbo TRI 60
- Microturbo TRS 18

Mikouline
- Mikouline AM-3

Motorlet
- Motorlet M-701

Noel Penny Turbines (en)
- Noel Penny NPT301

Orenda Engines (en)
- Orenda PS.13 Iroquois

Porsche
- Porsche 109-005

Power Jets
- Power Jets W.1
- Whittle W.2

Pratt & Whitney
- Pratt & Whitney J42
- Pratt & Whitney J48
- Pratt & Whitney J52
- Pratt & Whitney J57
- Pratt & Whitney J58
- Pratt & Whitney J60
- Pratt & Whitney J75
- Pratt & Whitney JT3C
- Pratt & Whitney JT4A
- Pratt & Whitney JT11D
- Pratt & Whitney JT12

Rolls-Royce Ltd./Rolls-Royce Holdings plc.
- Rolls-Royce Welland
- Rolls-Royce Derwent
- Rolls-Royce Avon
- Rolls-Royce Nene
- Rolls-Royce RB.44 Tay
- Rolls-Royce RB.82 Soar
- Rolls-Royce Olympus
- Rolls-Royce RB.106
- Rolls-Royce RB.108
- Rolls-Royce RB.145
- Rolls-Royce RB.162
- Rolls-Royce Viper

Solar Turbines (en)
- Solar T62 Titan

SNECMA
- SNECMA Atar 101
- SNECMA Atar 8
- SNECMA Atar 9

Teledyne
- Teledyne CAE J69

Toumanski
- Toumanski R-11
- Toumanski R-13
- Toumanski R-15
- Toumanski R-25
- Toumanski R-29
- Toumanski RD-9

Turbomeca
- Turbomeca Gabizo
- Turbomeca Palas
- Turbomeca Piméné
- Turbomeca Marboré

Westinghouse Electric Corporation
- Westinghouse J30
- Westinghouse J34

Wright Aeronautical
- Wright J59
- Wright J61
- Wright J65
- Wright J67
- Wright TP51A2

Xi'an Aircraft Industrial Corporation
- Xian WP-8

### Turboréacteursàdouble flux(turbofans)
AVIC Commercial Aircraft Engines (ACAE)
- ACAE CJ-1000A
- ACAE WS-11

AlliedSignal
- AlliedSignal ALF 502
- AlliedSignal ALF 507
- AlliedSignal AS907
- AlliedSignal HTF7000

Allison
- Allison TF41
- AE 3007

Aviadvigatel
- Aviadvigatel PD-7
- Aviadvigatel PD-10
- Aviadvigatel PD-14
- Aviadvigatel PS-90

Bristol
- Bristol Pegasus
- Bristol Siddeley BS.100

CFE Company (en)
- CFE CFE738

CFM International
- CFM International CFM56
- CFM International LEAP

Engine Alliance
- Engine Alliance GP7200

EuroJet Turbo GmbH
- Eurojet EJ200

Garrett AiResearch
- Garrett TFE109
- Garrett TFE731
- Garrett TFE1042
- Garrett TFE1088

Gas Turbine Research Establishment (en)
- GTRE GTX-35VS Kaveri

GE Honda Aero Engines
- GE Honda HF120

General Electric Aircraft Engines (GEAE, désormais GE Aviation)
- General Electric CF6
- General Electric CF34
- General Electric CF700
- General Electric CFE738
- General Electric F101
- General Electric F103
- General Electric F108
- General Electric F110
- General Electric F118
- General Electric F404
- General Electric F414
- General Electric GE90
- General Electric GEnx
- General Electric TF34
- General Electric TF37
- General Electric TF39
- General Electric YF120

General Electric/Rolls-Royce
- General Electric/Rolls-Royce F136

Guizhou Aircraft Industry Corporation (GAIC)
- Guizhou WS-13

Honeywell Aerospace
- Honeywell ALF 502
- Honeywell ALF 507
- Honeywell AS907
- Honeywell HTF7000
- Honeywell TFE731

Honeywell/ITEC (en)
- Honeywell/ITEC F124
- Honeywell/ITEC F125

IHI Corporation
- IHI Corporation F3
- IHI Corporation XF5
- IHI Corporation F7

International Aero Engines
- IAE V2500

Ivtchenko-Progress ZMKB
- Ivtchenko-Progress AI-22
- Ivtchenko-Progress AI-25
- Ivtchenko-Progress AI-222
- Ivtchenko-Progress D-18T
- Ivtchenko-Progress D-36
- Ivtchenko-Progress D-436

Klimov
- Klimov RD-33
- Klimov RD-35
- Klimov RD-93
- Klimov SMR-95

Kouznetsov
- Kouznetsov NK-32
- Kouznetsov NK-144

Lotarev (Ivtchenko Lotarev)
- Lotarev D-18T
- Lotarev D-36

Lycoming Engines
- Lycoming ALF 502
- Lycoming ALF 507

Lyulka (en)
- Lyulka AL-31

NPO Saturn
- NPO Saturn AL-55

Považské Strojárne Letecké Motory (PSLM)
- PSLM DV-2

PowerJet
- PowerJet SaM146

Pratt & Whitney
- Pratt & Whitney F100
- Pratt & Whitney F119
- Pratt & Whitney F135
- Pratt & Whitney JT3D
- Pratt & Whitney JT8D
- Pratt & Whitney JT9D
- Pratt & Whitney PW1120
- Pratt & Whitney PW2000
- Pratt & Whitney PW4000
- Pratt & Whitney PW6000
- Pratt & Whitney TF30
- Pratt & Whitney TF33

Pratt & Whitney Canada
- Pratt & Whitney Canada JT15D
- Pratt & Whitney Canada PW300
- Pratt & Whitney Canada PW500
- Pratt & Whitney Canada PW600

Rolls-Royce Ltd./Rolls-Royce Holdings plc.
- Rolls-Royce AE 3007
- Rolls-Royce BR700
- Rolls-Royce F137
- Rolls-Royce Pegasus
- Rolls-Royce RB.80 Conway
- Rolls-Royce RB.183 Tay
- Rolls-Royce RB.203 Trent
- Rolls-Royce RB.211
- Rolls-Royce Spey
- Rolls-Royce Trent
- Rolls-Royce Turbomeca Adour
- Rolls-Royce/MAN Turbo RB.153
- Rolls-Royce/MAN Turbo RB.193

Shenyang Aircraft Corporation (ou Shenyang Aerospace Corporation)
- WS-6
- Shenyang WS-10
- Shenyang WS-15
- Shenyang WS-20

SNECMA
- SNECMA M53
- SNECMA M88
- SNECMA TF306

Soloviev
- Soloviev D-20
- Soloviev D-30
- Soloviev D-90A

Turbo-Union Limited
- Turbo-Union RB199

Williams International
- Williams F107
- Williams F121
- Williams EJ22 (initialement FJ-22)
- Williams FJ33
- Williams FJ44

Xi'an Aero-Engine Corporation (en)
- XAEC WS-9
- XAEC WS-15

### Turbosoufflantes à engrenages(geared turbofans)
AlliedSignal
- AlliedSignal ALF 502
- AlliedSignal LF 507

Aviadvigatel
- Aviadvigatel PD-18R

Garrett AirResearch
- Garrett TFE731

Honeywell Aerospace
- Honeywell ALF 502
- Honeywell LF 507

International Aero Engines
- IAE SuperFan

Lycoming Engines
- Lycoming ALF 502
- Lycoming LF 507

Pratt & Whitney
- Pratt & Whitney PW1000G

Rolls-Royce/SNECMA
- Rolls-Royce/SNECMA M45SD-02

Turbomeca
- Turbomeca Aspin
- Turbomeca Astafan

### Soufflantes non-carénées(Propfan)
General Electric Aircraft Engines
- General Electric GE36

Pratt & Whitney/Allison Engine Company
- Pratt & Whitney/Allison 578-DX

Rolls-Royce Holdings plc.
- Rolls-Royce RB.2011
- Rolls-Royce RB.3011

### Turboréacteurs à combustible nucléaire(Nuclear turbojet engines)
General Electric Aircraft Engines
- General Electric J87
- General Electric X39

### Pulsoréacteurs(pulsejets)
American Helicopter
- American Helicopter PJ49 (utilisé pour le XH-26 Jet Jeep)

Argus
- Argus As 014
- Argus As 044

Chelomey
- Chelomey D-3 (utilisé pour le 10Kh)

Ford
- Ford PJ31 (utilisé pour le Republic-Ford JB-2)

Giannini
- Giannini PJ33
- Giannini PJ35
- Giannini PJ37
- Giannini PJ39 (utilisé pour le Radioplane XQ-1)

Marquardt
- Marquardt PJ40
- Marquardt PJ46 (utilisé pour le drone cible Globe KD5G)

Maru
- Maru Ka10 (en) (pour le projet d'avion suicide Kawanishi Baika)

McDonnell Aircraft Corporation
- McDonnell PJ42

Solar
- Solar PJ32

### Statoréacteurs(ramjets)
Continental
- Continental RJ35
- Continental RJ45
- Continental RJ49

Marquardt
- Marquardt RJ30
- Marquardt RJ31
- Marquardt RJ34
- Marquardt RJ39
- Marquardt RJ43 (en)
- Marquardt RJ57
- Marquardt RJ59

Menasco
- RJ-37 'A-J-20'

Pratt & Whitney
- Pratt & Whitney RJ40

Wright
- Wright RJ41
- Wright RJ47
- Wright RJ51
- Wright RJ55

Bristol
- Thor (en)
- Odin (en)

### Moteurs-fusées(rocket engines)
Aerojet
Armstrong Siddeley
- Armstrong Siddeley Beta
- Armstrong Siddeley Screamer
- Armstrong Siddeley Snarler

Bayerische Motoren Werke (BMW)
- BMW 109-718

Bristol Siddeley
- Bristol Siddeley BS.605

de Havilland
- de Havilland Scorpion
- de Havilland Spectre (en)
- de Havilland Sprite

Douchkine
- Douchkine S-155

Napier
- Napier Scorpion

Reaction Motors
- Reaction Motors XLR11
- Reaction Motors XLR99

Schmidding
- Schmidding SG 34

SEPR (en) (Société d'Études pour la Propulsion par Réaction)
- SEPR 841
- SEPR 844
- S178

XCOR Aerospace
- XCOR XR-4A3
- XCOR XR-4K14

Walter-Werke (en)
- Walter HWK 109-500
- Walter HWK 109-507
- Walter HWK 109-509
- Walter R1-203

## Machines à vapeur

### Moteur à pistons
Besler engine

## Moteurs électriques
Lange Flugzeugbau
- Lange EA 42 (en)

ELECTRAVIA
- Electravia GMPE 102 "Dévoluy"
- Electravia GMPE 104 "Chabre"
- Electravia GMPE 201 "Arambre"